# FolkBaltica
FolkBaltica er en grænseoverskridende folkemusikfestival i Sønderjylland, som finder sted hvert år i foråret. Spillesteder er bl.a. Flensborg, Sønderborg, Aabenraa, Slesvig by og andre steder i det dansk-tyske grænseland. Koncerterne foregår i kirker, teatre, skoler eller herregårde. Parallelt med koncerterne foregår der også forskellige udstillinger og workshops. Artisterne kommer fra hele Østersø-området. 
Bag den årlige tilbagevendende festival står Slesvig-Holstens musikråd, Sydslesvigsk Forening og fællesoganisationen Folk Slesvig-Holsten. Festivalens kunstneriske leder er den danske violinist og komponist Harald Haugaard. FolkBaltica samarbejder med kommunerne Flensborg, Sønderborg og Aabenraa og støttes af Nordisk Kulturfond og regionen Sønderjylland/Schleswig. Festivalen er medlem af Østersø-kooperationsnetværk arsbaltica.
FolkBaltica har et årligt temaland eller fokustema. Fokustemaer i de sidste år var:
- 2005: Norge
- 2006: Sverige
- 2007: Finland
- 2008: Estland
- 2009: Danmark
- 2010: Letland
- 2011: Europæiske Kulturhovedstæder i Østersø-området
- 2012: Tyskmark og Danland – grænser og grænsegængere
- 2013: Polen
- 2014: Ravvejen
- 2015: Vesterhavet-Østersø
- 2016: Stemmerne
- 2017: Den store rejse
- 2018: Bjerg og hav - Sharing Heritage
- 2019: Storm og stille
- 2020: Grænseløs (aflyst p.g.a. corona-pandemien)
- 2021: Musik er liv - som dette uudslukkeligt (citat Carl Nielsen)
- 2022: Klang & Bevægelse

I forbindelse med festivalens fokustema i 2012 blandede sig festivalen også i den politiske debat, idet forretningsføreren Jens-Peter Müller gik hårdt i rette med den danske udlændingepolitik. Festivalen i 2020 blev aflyst den 18. marts 2020 på grund af corona-pandemien.